# Rachael Henley
Pour les articles homonymes, voir Henley.
Rachael Henley est une actrice britannique, née en mars 1988 à Ilkley dans le Yorkshire de l'Ouest.

## Biographie
Rachael Henley est née en 1988 à Ilkley de Helen et Mike Henley. Rachael a deux sœurs cadettes : Laura et Georgie, cette dernière joue la jeune Lucy Pevensie dans Le Monde de Narnia. 
Rachael Henley joue le rôle de Lucy Pevensie adulte dans Le Monde de Narnia : Le Lion, la Sorcière blanche et l'Armoire magique en 2005.
Sortie diplômée en 2006 de la Bradford Grammar School elle est acceptée en 2007 à la Central School of Speech and Drama de Londres.

## Filmographie

### Cinéma
- 2005 : Le Monde de Narnia : Le Lion, la Sorcière blanche et l'Armoire magique (The Chronicles of Narnia: The Lion, the Witch and the Wardrobe) : Lucy Pevensie (adulte)
- 2010 : Confession : Linda